# William Mutunga
William Mbevi Mutunga (* 12. Juli 1993 in Machakos) ist ein kenianischer Leichtathlet, der sich auf den Hürdenlauf spezialisiert hat.

## Sportliche Laufbahn
Erste internationale Erfahrungen sammelte William Mutunga im Jahr 2009, als er bei den Juniorenafrikameisterschaften in Bambous in 54,61 s den siebten Platz im 400-Meter-Hürdenlauf belegte. Im Jahr darauf nahm er an den erstmals ausgetragenen Olympischen Jugendspielen in Singapur teil und gewann dort in 51,23 s die Bronzemedaille. 2012 erreichte er bei den Juniorenweltmeisterschaften in Barcelona das Halbfinale über 400 Meter Hürden und schied dort mit 51,70 s aus. 2015 nahm er an den Afrikaspielen in Brazzaville teil und beleget dort in 49,43 s den vierten Platz über 400 Meter Hürden und gelangte im 110-Meter-Hürdenlauf mit 14,31 s auf Rang sechs. Anschließend erreichte er bei den Militärweltspielen im südkoreanischen Mungyeong mit 1:22,70 min auf Rang acht und schied über 110 Meter Hürden mit 15,22 s in der ersten Runde aus. Zudem wurde er mit der kenianischen 4-mal-400-Meter-Staffel im Vorlauf disqualifiziert. Im Jahr darauf startete er über 110 Meter Hürden bei den Afrikameisterschaften in Durban und kam dort mit 15,16 s nicht über die erste Runde hinaus. Auch bei den Commonwealth Games 2018 im australischen Gold Coast schied er mit 50,92 s in der Vorrunde über 400 Meter Hürden aus. Im August belegte er bei den Afrikameisterschaften in Asaba in 52,61 s den sechsten Platz.
2019 nahm er erneut an den Afrikaspielen in Rabat teil und schied dort mit 14,88 s und 51,28 s jeweils in der ersten Runde über 110 und 400 Meter Hürden aus. 2022 gelangte er dann bei den Afrikameisterschaften in Port Louis mit 51,13 s auf Rang vier über 400 Meter Hürden und gelangte mit der Staffel mit 3:09,49 min auf Rang vier.
In den Jahren 2013 und 2017 wurde Mutunga kenianischer Meister im 400-Meter-Hürdenlauf sowie 2015 und 2017 über 110 Meter Hürden.

## Persönliche Bestleistungen
- 110 m Hürden: 14,31 s (+0,5 m/s), 14. September 2015 in Brazzaville
- 400 m Hürden: 49,43 s, 16. September 2015 in Brazzaville